# Tommy Blackstock
Pour les articles homonymes, voir Blackstock.
Thomas (Tommy) Blackstock était un joueur de football écossais. Il était habituellement placé en position de défenseur sur le terrain. Il est né à Kirkcaldy en 1882. Il a joué dans différents clubs au cours de sa carrière : Dunniker Rangers, Manchester United, Blue Bell FC, Raith Rovers, Leith Athletic, et Cowdenbeath. Il est décédé le 8 avril 1907 sur le terrain avec son équipe de Manchester United face à St Helens. Il a tapé un ballon de la tête avant de tomber à terre.

## Buckley et la mort de Blackstock
L'enquête qui a eu lieu à propos de sa mort a rendu un verdict de "causes naturelles", mais Franck Buckley qui était un joueur se trouvant près de lui lors de sa mort pensait lui plutôt que Blackstock est mort d'une crise cardiaque.